# Belica (ort)
Belica är en ort i Kroatien.   Den ligger i länet Međimurje, i den nordöstra delen av landet, 80 km nordost om huvudstaden Zagreb. Belica ligger 153 meter över havet och antalet invånare är 2 521.
Terrängen runt Belica är platt. Runt Belica är det ganska tätbefolkat, med 67 invånare per kvadratkilometer. Närmaste större samhälle är Čakovec, 6,8 km väster om Belica. Trakten runt Belica består till största delen av jordbruksmark.